# 大川透
大川 透（おおかわ とおる、1960年2月28日 - ）は、日本の声優、舞台俳優。鹿児島県出身。マウスプロモーション所属。

## 経歴
高校時代は普通の高校生であり、演劇部に誘われて入部したところ面白くなったという。本格的に芝居の面白さに目覚めたのは日本大学藝術学部演劇学科に進学してからである。
大学4年生の時に劇団の夜間部に通い始め、その後木山事務所に入所。主に舞台俳優として活動する。10年間舞台活動を行った後の1994年、マウスプロモーションに所属し、声優活動を行うようになる。これは野沢那智が演出をする舞台に出演したことをきっかけに、その野沢から事務所を紹介してもらったことがきっかけである。また、「彼に声をかけてもらわなければ、声優としての自分は存在しなかった」と話している。
2005年、45歳にして長女をもうけた。
2017年12月9日、病気療養のため活動を休止すると発表された。2018年7月6日、体調を考慮しながら徐々に仕事を再開することが発表された。

## 人物・エピソード
方言は鹿児島弁、関西弁。
声優としてはアニメ、外画吹き替え、ゲームなどで多数活躍。二枚目、三枚目、悪役、年齢の幅も広い役を演じる。
『鋼の錬金術師』のロイ・マスタング名義で出したキャラクターソング『月の裏側.』はオリコン11位を取っている。
趣味はオーディオ。ゲームも好きで、自腹でPlayStation 3を購入しており、『ティアーズ・トゥ・ティアラ』先行上映イベントで同作品をクリアし、アイテムをコンプリートしたことを話している。
プロ野球は阪神ファン。好物は薩摩揚げ、それも郷里鹿児島のものでなければというこだわりを持つ。酒も好きで、鹿児島出身であることから焼酎党と語っている。2008年5月には自身のコラム（公認サイト）で、「最近はもっぱら日本酒（特に純米酒）にはまっている」と語っている。

## 休業中の代役・後任
大川の病気療養中、持ち役を引き継いだり代役を務めた人物は以下の通り。
| 後任     | 役名                               | 作品                            | 後任の初出演                           |
| -------- | ---------------------------------- | ------------------------------- | -------------------------------------- |
| 大塚明夫 | ジェームズ・メイ                   | 『夢のおもちゃプロジェクト』    | 2017年12月放送回                       |
| 堀内賢雄 | 音羽響吾                           | 『クラシカロイド』              | 第18話                                 |
| 山野井仁 | 幸田柾近                           | 『3月のライオン』               | 2018年3月放送回                        |
| 山野井仁 | マット・グレイヴァー               | 『ボーダーライン』              | 『ボーダーライン: ソルジャーズ・デイ』 |
| 山野井仁 | ダレン・クロス                     | 『アントマン』                  | 『アントマン&ワスプ:クアントマニア』   |
| 楠大典   | ソルジャー76（ジャック・モリソン） | 『オーバーウォッチ』            | 期間限定イベント「レトリビューション」 |
| 高橋伸也 | 柴田勝家                           | 『信長の忍び』                  | 『信長の忍び〜姉川・石山篇〜』         |
| 東地宏樹 | 才虎の父                           | 『斉木楠雄のΨ難』               | 第2期                                  |
| 山口太郎 | 辺野茂平次                         | 『忍たま乱太郎』                | 第26期                                 |
| 増田俊樹 | 徳川家康                           | 『戦国BASARA』                  | 『学園BASARA』                         |
| 小原雅人 | サム・ハンナ                       | 『NCIS:LA 〜極秘潜入捜査班』    | シーズン5#2                            |
| 高木渉   | 豊臣秀吉                           | 『鬼武者』                      | 『鬼武者 HDリマスター』                |
| 浜田賢二 | いけのカンがえる                   | 「コラショ シリーズ」           | 『映画コラショの海底わくわく大冒険!』  |
| 浜田賢二 | デコポンポ                         | 『うたわれるもの 偽りの仮面』   | 『うたわれるもの斬』一部パート         |
| 高塚正也 | ティアンム                         | 『機動戦士ガンダム THE ORIGIN』 | 『VI 誕生 赤い彗星』                   |
| 長嶝高士 | バッバ                             | 「マペットシリーズ」            | 『マペット・タイム』                   |
| 山本満太 | カール                             | 「マペットシリーズ」            | 『マペットのホーンテッドマンション』   |

『ひぐらしのなく頃に奉』の富竹ジロウに関しては新規シナリオのボイスを収録しないまま発売されたが、大川の病気療養から復帰後の8月7日に配信されたVer1.1.0のアップデートパッチより新規シナリオの富竹ジロウの音声が追加されている。
このうち、『戦国BASARA』の徳川家康役は2019年リリースのアプリゲーム『戦国BASARA バトルパーティー』より、『うたわれるもの 偽りの仮面』のデコポンポ役は2022年放送のテレビアニメ『うたわれるもの 二人の白皇』より復帰した。

## 出演
太字はメインキャラクター。

### テレビアニメ
1993年
- しましまとらのしまじろう（モノマネの木、おじいさん 他）

1994年
- ジャングルの王者ターちゃん（モニター技師）
- D・N・A² 〜何処かで失くしたあいつのアイツ〜（男）
- 魔法陣グルグル（神官、クモモンガ）

1995年
- ストリートファイターII V（ダムド 他）
- 天地無用!（男）
- 闘魔鬼神伝ONI（武蔵）
- バーチャファイター（クリス、研究員A、部下）
- ルパン三世 ハリマオの財宝を追え!!

1996年
- 超者ライディーン（リーパー）
- 逮捕しちゃうぞ（職員B）
- 天空のエスカフローネ（ガデス）
- みどりのマキバオー（ヒゲサンダー、ヒゲノロマン、山中、フライドチキン / トリニダード）

1997年
- VIRUS -VIRUS BUSTER SERGE-（リック隊長、ペトリの部下B、サイモン、男A）
- 剣風伝奇ベルセルク（1997年 - 1998年、酒場の主人、ラバン）
- YAT安心!宇宙旅行（男、親方、船長）
- ルパン三世 ワルサーP38
- 烈火の炎（近藤さん、花菱茂男、ナレーター）

1998年
- ガサラキ（豪和猛晴、米谷奇与武、谷口少佐、渡辺競、脇坂辰巳）
- SHADOW SKILL -影技-（ザル・ザキューレ）
- DTエイトロン（マックス）
- どっきりドクター（師範、大男）
- 南海奇皇（影山実）

1999年
- アークザラッド（兵士B）
- エデンズボゥイ（僧侶、隊長、旅の僧）
- 下級生（佐竹春彦）
- キョロちゃん（1999年 - 2000年、デメントン、ガードマン、ディレクター、魔神、冬将軍 他）
- THE ビッグオー（黒人の男）
- GTO（司会、上原杏子の父）
- 週刊ストーリーランド（1999年 - 2001年、夢男、司会、係員、医者、アナウンサー）
- パワーストーン（オクト、監視員、船長、運転手、警察官）
- 名探偵コナン（1999年 - 2024年、新井隆一、佐藤正義、玄田辰造、ティム、細越氏康、結田槙夫 他）
- レレレの天才バカボン（1999年 - 2000年、ぼられた患者、田中さん、三代目魚政店主、パー色唐辛子社部長 他）

2000年
- 幻想魔伝 最遊記（鴉男）
- 動物園通り64番地（ボリス、ゼッド、ジャズ、シーマス、ゲイリー、エルキュール・ムスターシュ 他）
- ニャニがニャンだー ニャンダーかめん（モグスター）
- 陽だまりの樹（立野将順、増原光蔵、保谷兵吾）

2001年
- ガイスターズ FRACTIONS OF THE EARTH（ネプトス・サラキア、ウォルカノス）
- 機巧奇傳ヒヲウ戦記（武士、浪士）
- グラップラー刃牙（倉石、金本、アントニオ猪狩〈猪狩完至〉）
- 砂漠の海賊!キャプテンクッパ（ビビンバ）
- サイボーグ009 THE CYBORG SOLDIER（0011）
- 超GALS!寿蘭（山田）
- はじめの一歩（2001年 - 2009年、木田マネージャー） - 2シリーズ
- フィギュア17 つばさ&ヒカル（茨城新一）
- ポケットモンスター（町長）
- 魔法戦士リウイ（ダンディー）

2002年
- あたしンち（2002年 - 2004年、役員、柏木、ダンさん、電気屋）
- 機動戦士ガンダムSEED（2002年 - 2004年、ビダルフ中佐、臨検官、ウズミ・ナラ・アスハ） - 2シリーズ
- クレヨンしんちゃん（2002年 - 2024年、殺し屋、植木、眉村燕九郎 他）
- 攻殻機動隊 STAND ALONE COMPLEX（サイトー）
- 天使な小生意気（伴藤）
- 十二国記（要の父、昇紘、供麒 他）
- パタパタ飛行船の冒険（ウィリアム・ファーニー・バクストン / ハリー・キラー）

2003年
- キノの旅 -the Beautiful World-（トラック野郎）
- 探偵学園Q（折田修三）
- 超ロボット生命体トランスフォーマー マイクロン伝説（コンボイ、スカージ）
- 鋼の錬金術師（2003年 - 2004年、ロイ・マスタング）
- 金色のガッシュベル!!（サーカスの団長）
- 神魂合体ゴーダンナー!!（2003年 - 2004年、剣） - 2シリーズ
- PAPUWA（土方トシゾー）
- 人間交差点（佐々間英二）
- FIRESTORM（トーマス・ニコルソン艦長）
- プラネテス（ノーマン・シュワイマー）
- 無人惑星サヴァイヴ（艦長、機長）
- ロックマンエグゼAXESS（2003年 - 2004年、ボウルマン）

2004年
- かいけつゾロリ（ガス）
- 今日からマ王!（ヒスクライフ）
- 攻殻機動隊 S.A.C. 2nd GIG（サイトー）
- 爆裂天使（指名手配の兵士）
- ファンタジックチルドレン（2004年 - 2005年、とうちゃん / トーマの父、グラス、委員C、船長、ウーデ）
- ブラック・ジャック（藪医師）
- ポケットモンスター アドバンスジェネレーション（スズムラ〈スーさん〉）

2005年
- うえきの法則（ディエゴスター）
- ガイキング LEGEND OF DAIKU-MARYU（2005年 - 2006年、キャプテン・ガリス、天空魔竜、ブビィ、ダイヤの父）
- ギャラリーフェイク（高倉刑事）
- 銀牙伝説WEED（ジョン）
- 攻殻機動隊 STAND ALONE COMPLEX Solid State Society（サイトー）
- 戦国英雄伝説 新釈 眞田十勇士 The Animation（穴山小助）
- 蒼穹のファフナー RIGHT OF LEFT（早乙女柄鎖）
- ドラえもん（テレビ朝日版第1期）（山賊の頭、45年後ののび太）
- トリニティ・ブラッド（ウィリアム・ウォルター・ワーズワース）
- 忍たま乱太郎（2005年 - 2010年、辺野茂平次〈初代〉、山賊の親分、男）
- ハチミツとクローバー（藤原毬男）
- ふしぎ星の☆ふたご姫（2005年 - 2006年、ウォル）
- フタコイ オルタナティブ（双葉愛之助）
- BLOOD+（ジェイムズ・アイアンサイド）
- 雪の女王（猟師）

2006年
- イノセント・ヴィーナス（マキシマス・ドレイク）
- うたわれるもの（ササンテ、インカラ）
- エンジェル・ハート（堀田父）
- 陰からマモル!（陽守防人）
- ガラスの艦隊（テオドリック、ジラード）
- 彩雲国物語（公孫）
- 銀色のオリンシス（トーマス＝ヤンセン）
- 吟遊黙示録マイネリーベwieder（ヴェルナー）
- 地獄少女 二籠（茂木博之）
- 結界師（2006年 - 2007年、三能たつみ）
- パンプキン・シザーズ（ランケ）
- 史上最強の弟子ケンイチ（宇喜田孝造）
- ひぐらしのなく頃に（富竹ジロウ）
- 太陽の黙示録（柳隆志、洪刑事）
- 祝!(ハピ☆ラキ)ビックリマン（タイガー王神、手抜き球魔）
- BLEACH（狩矢神）

2007年
- エル・カザド（アントニオ）
- 大江戸ロケット（遠山金四郎）
- Over Drive（ミコトの父）
- ゲゲゲの鬼太郎（第5作）（2007年 - 2008年、社長、見上げ入道）
- 鋼鉄三国志（関羽雲長、黄蓋公覆）
- 神霊狩/GHOST HOUND（中嶋康弘、ナレーション）
- スカイガールズ（桜野天山）
- 素敵探偵ラビリンス（羅茂次郎）
- 出ましたっ!パワパフガールズZ（竜太の上司）
- ドラえもん（テレビ朝日版第2期）（2007年 - 2015年、バッツ、雪男、のぞみの父、ヨーゼフ、バカラ、サムソン、タイムパトロール隊）
- のだめカンタービレ（2007年 - 2010年、野田辰男） - 2シリーズ
- ひぐらしのなく頃に解（富竹ジロウ）
- 魔法少女リリカルなのはStrikerS（ゲンヤ・ナカジマ）
- MOONLIGHT MILE（ゲンズブール、ロベルト）
- もやしもん（2007年 - 2012年、龍太） - 2シリーズ
- 流星のロックマン（ドラゴン・スカイ）
- ロミオ×ジュリエット（ジョバンニ）

2008年
- あまつき（佐々木只二郎、火鼠）
- GUNSLINGER GIRL -IL TEATRINO-（憲兵中佐）
- 黒塚 KUROZUKA（長谷川）
- コードギアス 反逆のルルーシュR2（カルタゴ隊長）
- ゴルゴ13（シャドウ）
- 屍姫 シリーズ（2008年 - 2009年、狭間） - 2シリーズ
- ソウルイーター（2008年 - 2009年、デスサイズ〈スピリット＝アルバーン〉）
- 鉄腕バーディー DECODE（アンカーマン）
- ネオ アンジェリーク Abyss（ニクス） - 2シリーズ
- ネットゴーストPIPOPA（テオドール）
- 墓場鬼太郎（水木）
- ファイアボール（ゲデヒトニス）
- 伯爵と妖精（カールトン教授）
- マクロスF（ジェフリー・ワイルダー、エルモ・クリダニク、ナレーション）
- 無限の住人（天津三郎）

2009年
- アラド戦記〜スラップアップパーティー〜（ライナス）
- うちの3姉妹（Eさん）
- CANAAN（カミングズ）
- グイン・サーガ（ルナン）
- こんにちは アン 〜Before Green Gables（ジョセフ）
- ささめきこと（村雨天海）
- 戦国BASARA（2009年 - 2014年、徳川家康） - 3シリーズ
- 宙のまにまに（小夜の父親）
- TYTANIA -タイタニア-（ラドモーズ・タイタニア）
- 戦う司書 The Book of Bantorra（マットアラスト＝バロリー）
- ティアーズ・トゥ・ティアラ（アロウン）
- PandoraHearts（リーダー、オズの父〈ザイ＝ベザリウス〉）
- よくわかる現代魔法（社長）

2010年
- おとめ妖怪 ざくろ（里長）
- 刀語（鑢六枝）
- ケシカスくん（修正液、ノート、キューちゃん）
- ご姉弟物語（山中宗一郎）
- 屍鬼（尾崎敏夫）
- 聖痕のクェイサー（鳳榊一郎）
- デュラララ!!（カズターノ）
- 薄桜鬼（2010年 - 2016年、近藤勇） - 4シリーズ

2011年
- UN-GO（元山南）
- GOSICK -ゴシック-（ブライアン・ロスコー）
- スイートプリキュア♪（南野奏介）
- セイクリッドセブン（鬼瓦）
- そふてにっ（沢夏紋十郎）
- バトルスピリッツ 覇王（柴門ケイスケ）
- ファイアボール チャーミング（ゲデヒトニス）
- ブレイド（ハヤテ）
- まじっく快斗（館長）
- 魔乳秘剣帖（三重鳩宗、ナレーション）
- 47都道府犬（鹿児島犬）

2012年
- うぽって!!（ガーランド、ナレーション）
- AKB0048（2012年 - 2013年、凪沙の父） - 2シリーズ
- カンピオーネ! 〜まつろわぬ神々と神殺しの魔王〜（スサノオ）
- 境界線上のホライゾンII（クリストファー・ハットン、ウオルター・ローリー）
- これはゾンビですか? オブ・ザ・デッド（悪魔男爵）
- さくら荘のペットな彼女（空太の父）
- 戦国コレクション（フサード29）
- ソードアート・オンライン（2012年 - 2013年、ヒースクリフ） - 1シリーズ + 特別編
- トータル・イクリプス（山口提督）
- NARUTO -ナルト- SD ロック・リーの青春フルパワー忍伝（ナレーション）
- BTOOOM!（平清）
- ジョジョの奇妙な冒険（2012年 - 2023年、ナレーション） - 8シリーズ
- リトルバスターズ!（神北小次郎）

2013年
- アイカツ!（夢小路魔夜）
- 宇宙戦艦ヤマト2199（ヴァルス・ラング）※2012年劇場先行公開
- 犬とハサミは使いよう（本田文夫）
- カーニヴァル（迷呀）
- キューティクル探偵因幡（首領・ヴァレンティーノ）
- ゴールデンタイム（社長）
- 銀の匙 Silver Spoon（多摩子父）
- 琴浦さん（春香の父）
- 殺し屋さん（デカ長さん）
- サムライフラメンコ（原塚淳）
- しまじろうのわお!（ぽん太郎のおじいさん〈ぽんざえもん〉〈3代目〉）
- 探検ドリランド -1000年の真宝-（荒野侍ワイルド）
- デュエル・マスターズ ビクトリーV（2013年 - 2014年、デトロイト・テクノ）

2014年
- 暁のヨナ（緋龍王）
- アルドノア・ゼロ（ザーツバルム） - 2025年に総集編『アルドノア・ゼロ（Re+）』劇場上映
- 俺、ツインテールになります。（リヴァイアギルディ）
- 四月は君の嘘（かをりの父）
- スペース☆ダンディ（チョッキ星人）
- 東京喰種トーキョーグール（2014年 - 2015年、真戸呉緒） - 2シリーズ
- ノブナガ・ザ・フール（ミツツナ）
- ノラガミ（2014年 - 2015年、天神、神器） - 2シリーズ
- ハナヤマタ（なるパパ）
- 魔法科高校の劣等生（2014年 - 2024年、風間玄信） - 2シリーズ + スペシャル
- ONE PIECE（2014年 - 2025年、センゴク〈2代目〉） - 1シリーズ + 2作品

2015年
- アルスラーン戦記（カーラーン）
- うたわれるもの 偽りの仮面（デコポンポ）
- おそ松さん（エスパーニャンコ）
- ガンスリンガー ストラトス（シュリニヴァーサ・セン）
- ケイオスドラゴン 赤竜戦役（狗ラマ、令公烈）
- コンクリート・レボルティオ〜超人幻想〜（2015年 - 2016年、ウル） - 2シリーズ
- 食戟のソーマ（佐久間時彦）
- 聖剣使いの禁呪詠唱（田中太郎）
- ダイヤのA（2015年 - 2020年、落合博光） - 3シリーズ
- どうしても干支にはいりたい（2015年 - 2020年、ウシ） - 2シリーズ
- ピカイア!（2015年 - 2017年、パーカー博士） - 2シリーズ
- 落第騎士の英雄譚（赤座守）
- ローリング☆ガールズ（大伴貴将）

2016年
- Re:ゼロから始める異世界生活（ラッセル） - 2020年に第1期新編集版が放送
- 赤髪の白雪姫（武風）
- アクティヴレイド -機動強襲室第八係-（舩坂康晴）
- 亜人（大臣）
- 機動戦士ガンダム 鉄血のオルフェンズ（2016年 - 2017年、ラスタル・エリオン）
- クラシカロイド（2016年 - 2018年、音羽響吾〈初代〉） - 2シリーズ
- クロムクロ（白羽岳人）
- 斉木楠雄のΨ難（才虎の父〈初代〉）
- 3月のライオン（幸田柾近）
- ジョーカー・ゲーム（ジェームズ警部）
- タイムトラベル少女〜マリ・ワカと8人の科学者たち〜（ウィリアム・ギルバート）
- D.Gray-man HALLOW（マルコム＝C＝ルベリエ）
- 信長の忍び（柴田勝家、百地丹波）
- バトルスピリッツ ダブルドライブ（石像）
- B-PROJECT〜鼓動*アンビシャス〜（舞台監督）
- ビッグオーダー（松平不昧）
- ブブキ・ブランキ 星の巨人（王舞）
- プリンス・オブ・ストライド オルタナティブ（桜井譲）
- 僕だけがいない街（澤田）
- WWW.WORKING!!（東田耕作）

2017年
- ACCA13区監察課（スペード）
- アイドル事変（鬼丸圭吾）
- 亜人ちゃんは語りたい（小鳥遊浩二）
- 鬼平（鹿留の又八）
- ソード・オラトリア ダンジョンに出会いを求めるのは間違っているだろうか外伝（ウラノス）
- ファイアボール ユーモラス（ゲデヒトニス）
- Fate/Apocrypha（ゴルド・ムジーク・ユグドミレニア）
- 天使の3P!（佐渡正義）
- 妖怪アパートの幽雅な日常（長谷慶二）
- デュエル・マスターズ（やってしまったマン）
- 100%パスカル先生（心技体パスカル）
- Just Because!（渡辺先生）
- 十二大戦（水猿）

2018年
- キリングバイツ（岡島壱之助〈ヒポポタマス〉）
- ポチっと発明 ピカちんキット（アイス屋のおやじ）
- 邪神ちゃんドロップキック（仁志田敏行）
- ゴールデンカムイ（2018年 - 2023年、鯉登少将 / 鯉登平二） - 3シリーズ

2019年
- ブギーポップは笑わない（寺月恭一郎）
- ダンジョンに出会いを求めるのは間違っているだろうか シリーズ（2019年 - 2024年、ウラノス） - 5シリーズ

2020年
- ひぐらしのなく頃に業（2020年 - 2021年、富竹ジロウ） - 2シリーズ
- 炎炎ノ消防隊 弐ノ章（菜途パパ）

2021年
- Sonny Boy（ヴォイス）

2022年
- うたわれるもの 二人の白皇（デコポンポ、ゲンホウ）
- シルバニアファミリー フレアのハッピーダイアリー（リース）

2024年
- 明治撃剣-1874-（西郷隆盛）

### 劇場アニメ
1995年
- KAZU&YASU ヒーロー誕生（納谷義郎）

1999年
- ドラえもん のび太の宇宙漂流記（独立軍兵）

2000年
- 劇場版 エスカフローネ（ガデス）

2002年
- WXIII 機動警察パトレイバー
- 爆転シュート ベイブレード THE MOVIE 激闘!!タカオVS大地（天外先生）

2003年
- 映画あたしンち（幹事）

2005年
- 機動戦士Ζガンダム A New Translation -星を継ぐ者-（アポリー・ベイ）
- 機動戦士ΖガンダムII A New Translation -恋人たち-（アポリー・ベイ）
- クレヨンしんちゃん 伝説を呼ぶブリブリ 3分ポッキリ大進撃（怪人カマキリン）
- 劇場版 鋼の錬金術師 シャンバラを征く者（ロイ・マスタング）
- 名探偵コナン 水平線上の陰謀（伊沢洋介）

2006年
- 機動戦士ΖガンダムIII A New Translation -星の鼓動は愛-（アポリー・ベイ、ハイファン）

2007年
- 河童のクゥと夏休み（コメンテーター）
- 鉄人28号 白昼の残月

2008年
- 劇場版MAJOR メジャー 友情の一球（吉野監督）

2009年
- ヱヴァンゲリヲン新劇場版:破（ネルフ隊員、オペレーター）
- 映画ドラえもん 新・のび太の宇宙開拓史（バカラ）
- 星に願いを Fantastic Cat（ロミオ）
- 劇場版 マクロスF 虚空歌姫〜イツワリノウタヒメ〜（ジェフリー・ワイルダー）

2010年
- 超電影版SDガンダム三国伝 〜Brave Battle Warriors〜（龍神）
- 名探偵コナン 天空の難破船（浅野光洋）

2011年
- 劇場版 戦国BASARA -The Last Party-（徳川家康）
- トワノクオン（神無月星志）
- 劇場版 マクロスF 恋離飛翼〜サヨナラノツバサ〜（ジェフリー・ワイルダー）

2012年
- セイクリッドセブン 銀月の翼（鬼瓦）
- 009 RE:CYBORG（004：アルベルト・ハインリヒ）
- チベット犬物語 〜金色のドージェ〜（ソナム）

2013年
- クレヨンしんちゃん バカうまっ!B級グルメサバイバル!!（フォアグラ錦）
- 劇場版 薄桜鬼 第一章 京都乱舞（近藤勇）

2015年
- 映画 プリキュアオールスターズ 春のカーニバル♪（王様）
- 名探偵コナン 業火の向日葵（東淸助〈回想〉）

2017年
- 虐殺器官（DIA職員）
- 劇場版 魔法科高校の劣等生 星を呼ぶ少女（風間玄信）
- ノーゲーム・ノーライフ ゼロ（イワン）
- 曇天に笑う〈外伝〉 〜決別、犲の誓い〜（曇大湖）

2019年
- 劇場版 ダンジョンに出会いを求めるのは間違っているだろうか -オリオンの矢-（ウラノス）
- ONE PIECE STAMPEDE（センゴク）

2020年
- 囀る鳥は羽ばたかない The clouds gather（三角隆仁）

### OVA
1993年
- 今日から俺は!!（男A）
- ブラック・ジャック（トラックの運転手）

1996年
- 魔法使いTai!（テレビレポーター）

1997年
- 銀河英雄伝説（マットヘーファー）
- B'T-X NEO（兵士B）

1998年
- ジオブリーダーズ（ハウンド・依田）

1999年
- Weiß kreuz（ペルシャ）
- タイムレンジャー セザールボーイの冒険 ローマ帝国編（セザールボーイ）

2000年
- 創世聖紀デヴァダシー（山田）
- 世にも恐ろしい日本昔話（医者、番頭、男A）

2002年
- .hack//Liminality（牧野医師）
- みずいろ（青木先生）

2005年
- 鴉 -KARAS-（輪入道）
- ファイナルファンタジーVII アドベントチルドレン（2005年 - 2009年、ルーファウス神羅） - 2作品

2006年
- 鋼の錬金術師 PREMIUM COLLECTION（ロイ・マスタング）

2008年
- 念仏物語 親鸞さま ねがい、そして ひかり。（親鸞聖人〈青年時代〉）

2009年
- きグルみっくV3 -ベストエピソードコレクション-（総統X、ナレーション）
- ひぐらしのなく頃に礼（富竹ジロウ）

2010年
- うる星やつら ザ・障害物水泳大会（竜之介の父）

2011年
- 装甲騎兵ボトムズ 孤影再び（ロサB）
- 薄桜鬼 雪華録（近藤勇）
- ひぐらしのなく頃に煌（富竹ジロウ）

2012年
- 史上最強の弟子ケンイチ（宇喜田孝造）※単行本第46巻・第47巻OVA付き特装版
- 間の楔（イアソン・ミンク）

2014年
- 史上最強の弟子ケンイチ（宇喜田孝造）※単行本第55巻OVA付き特装版
- 翠星のガルガンティア 〜めぐる航路、遥か〜 前編（漁業ギルド長）
- ノラガミ（天神） ※コミックス10-11巻DVD付き特別版に収録

2016年
- 亜人「中村慎也事件」（大臣）※「亜人」単行本第8巻限定版

2017年
- 機動戦士ガンダム THE ORIGIN（ティアンム〈初代〉） - 2019年に再編集作品『THE ORIGIN 前夜 赤い彗星』テレビ放送

2020年
- ACCA13区監察課 Regards（スペード）

2022年
- みどりのマキバオー Blu-ray BOX 映像特典「終わらない挑戦!!」（エルサレム）

### Webアニメ
2005年
- リーンの翼（アレックス・ゴレム）

2006年
- 幕末機関説 いろはにほへと（山岡鉄舟、トーマス・ブレーク・グラバー）

2013年
- ぷちます! -プチ・アイドルマスター-（ナレーション、鳥〈バジリスク〉、ヤマタノオロチ〈5 - 8〉）

2014年
- ぷちます!! -プチプチ・アイドルマスター-（ナレーション、怪鳥〈バジリスク〉、スペパププ、とんがった髪の人、犬♂）

2016年
- マウスどうぶつえん（クマのとおる）

2018年
- A.I.C.O. Incarnation（黒瀬進）
- レイヤードストーリーズ ゼロ（響マサヒト）

2020年
- 攻殻機動隊 SAC_2045（2020年 - 2022年、サイトー） - 2シリーズ
- オルタード・カーボン:リスリーブド

2021年
- 範馬刃牙（ジョージ・ボッシュ大統領）

### ゲーム
1996年
- ガーディアンヒーローズ（イブシ・ギンジロウ）
- サクラ大戦（鹿）

1997年
- 10101"WILL"THE STARSHIP（センドー）
- ルパン三世 カリオストロの城 -再会-（衛士）

1998年
- AZEL -PANZER DRAGOON RPG-（ツァスタバ、戦術揚陸母艦バリオー艦長 他）
- ジョジョの奇妙な冒険（ジョセフ・ジョースター）
- ソニックアドベンチャー（パチャカマ）
- 立体忍者活劇 天誅（力丸）
- ロストチルドレン（船員、労働者）

1999年
- ジョジョの奇妙な冒険 未来への遺産（ジョセフ・ジョースター）
- ストリートファイターIII 3rd STRIKE Fight for the Future（リュウ）
- スパイロ・ザ・ドラゴン（大人のドラゴン）
- Heart of Darkness（友達）
- ロードオブモンスターズ（PS版）（ビッシュ）

2000年
- 機動戦士ガンダム（兵士）
- 高機動幻想ガンパレード・マーチ（芝村勝吏）
- サンライズ英雄譚R（ハクト・ロンド）

2001年
- 鬼武者（木下藤吉郎）
- シェンムーII
- スタートリングアドベンチャーズ 空想3×大冒険（レンチ、ロビィカンパニー社員）
- ソニックアドベンチャー2（GUNの兵士）
- ソニックアドベンチャー2 バトル（GUNの兵士）
- マーメイドの季節（国領京也）
- リリーのアトリエ 〜ザールブルグの錬金術士3〜（ヨーゼフ・カロッサ）

2002年
- 裏技麻雀〜これって天和ってやつかい〜（トンビ、オケラのカラ吉）
- 鬼武者2（木下藤吉郎）
- ソウルリーバー2（ヴォラドール）
- テイルズ オブ デスティニー2（アルジャーノン号の船長）
- ボンバーマンジェネレーション（メガトンボンバー）
- ラチェット&クランク（クランク）

2003年
- イースI・IIエターナルストーリー（ゴーバン）
- サクラ大戦 〜熱き血潮に〜（鹿）
- SUNRISE WORLD WAR Fromサンライズ英雄譚（ロンド教授）
- スターオーシャン Till the End of Time（ノートン）
- ソニックアドベンチャーDX（パチャカマ）
- 第2次スーパーロボット大戦α（木星帝国兵）
- 天誅 参（力丸）
- 鋼の錬金術師 翔べない天使（ロイ・マスタング）
- ファインディング・ニモ（エイ先生）
- マックスペイン（B.B）
- ラチェット&クランク2 ガガガ!銀河のコマンドーっす（クランク）

2004年
- アニメバトル 烈火の炎 FINAL BURNING（ナレーション、搦、研究者、管理者、刹那、焔群）
- アドバンスガーディアンヒーローズ（イブシ・ギンジロウ）
- SDガンダム GGENERATION（2004年 - 2025年、アポリー・ベイ、カール・シュビッツ、ウズミ・ナラ・アスハ、モーガン・シュバリエ、ラスタル・エリオン） - 8作品
- 鬼武者3（羽柴秀吉）
- 機動戦士ガンダムSEED 終わらない明日へ（ウズミ・ナラ・アスハ、モーガン・シュバリエ）
- キングダム ハーツ チェイン オブ メモリーズ（イアーゴ）
- 攻殻機動隊 STAND ALONE COMPLEX（サイトー）
- 十二国記 -赫々たる王道 紅緑の羽化-（昇紘）
- スターオーシャン Till the End of Time ディレクターズカット（ノートン）
- 探偵 神宮寺三郎 KIND OF BLUE（鳥羽克臣）
- テイルズ オブ リバース（ウォンティガ）
- 鋼の錬金術師 ドリームカーニバル（ロイ・マスタング）
- 鋼の錬金術師2 赤きエリクシルの悪魔（ロイ・マスタング）
- ブラッディロア4（スタン）
- ラチェット&クランク3 突撃!ガラクチック★レンジャーズ（クランク、クロンク）

2005年
- キングダム ハーツII（イアーゴ）
- サムライスピリッツ 天下一剣客伝（柳生十兵衛、牙神幻十郎、劉雲飛、日本語版ナレーション）
- 忍道 戒（冑）
- 戦国BASARA（徳川家康）
- 第3次スーパーロボット大戦α 終焉の銀河へ
- 天地の門（デンセイ）
- 天誅 忍大全（力丸）
- 鋼の錬金術師3 神を継ぐ少女（ロイ・マスタング）
- 鋼の錬金術師 デュアルシンパシー 二人の絆（ロイ・マスタング）
- FRONT MISSION5 Scars of the War（グレン・デュバル）
- ラチェット&クランク4th ギリギリ銀河のギガバトル（クランク）

2006年
- うたわれるもの 散りゆく者への子守唄（ササンテ、インカラ）
- きみスタ〜きみとスタディ〜（佐伯恭一）
- サウンドノベル・ポータブル かまいたちの夜2 特別篇（香山誠一）
- 新 鬼武者 DAWN OF DREAMS（豊臣秀吉）
- 聖剣伝説4（仮面の導師）
- 戦国BASARA2（徳川家康）
- テイルズ オブ デスティニー（PS2版）（ダリス・ヴィンセント）
- 天誅 DARK SHADOW（力丸）
- 天誅 千乱（力丸）
- ネオ アンジェリーク（ニクス）
- 花帰葬（研究者）
- Hush-a-bye,baby（櫻井杏二）
- ひぐらしデイブレイク（富竹ジロウ）
- モンスターキングダム・ジュエルサモナー（バーズ）
- R.O.H.A.N（ダン）

2007年
- E×E（八坂尚之）
- ガンダム無双（アポリー・ベイ）
- キングダム ハーツ Re:チェイン オブ メモリーズ（イアーゴ）
- KoiGIG〜DEVIL×ANGEL〜（御木本丈一）
- スーパーロボット大戦OG外伝（ミザル・トゥバル）
- スーパーロボット大戦Scramble Commander the 2nd（剣）
- 戦国BASARA2 英雄外伝（徳川家康）
- デストロイ オール ヒューマンズ!（ロックウェル市市長、人造ミュータント、陸軍の将軍）
- のだめカンタービレ（野田辰男）
- ひぐらしのなく頃に祭（富竹ジロウ）
- プリンセスメーカー5（アルフォート、ゴブリン、内藤）
- ラチェット&クランク5 激突!ドデカ銀河のミリミリ軍団（クランク、クロンク）
- ラチェット&クランク FUTURE（クランク）

2008年
- いじわる My Master（デルタ）
- ヴァルキリープロファイル 咎を背負う者（ロクスウェル）
- ガンダム無双2（アポリー・ベイ）
- クランク&ラチェット ミッション☆イグニッション!（クランク）
- Shadow Assault 〜TENCHU〜（力丸）
- スーパーロボット大戦Z（アポリー・ベイ）
- ストリートファイターIV（剛拳）
- ソウルイーター モノトーン プリンセス（デスサイズ）
- ソウルキャリバーIV（ロック・アダムス）
- ティアーズ・トゥ・ティアラ 花冠の大地（アロウン）
- ネオ アンジェリーク フルボイス（ニクス）
- ネオ アンジェリーク Special（ニクス）
- 薄桜鬼 〜新選組奇譚〜（近藤勇）
- ひぐらしのなく頃に絆（富竹ジロウ）
- ポイズンピンク（ラナンキュラス）
- ラチェット&クランク FUTURE外伝 海賊ダークウォーターの秘宝（クランク）
- レインボーシックス ベガス 2（ビショップ）

2009年
- アークライズファンタジア（クライド）
- L2 Love×Loop（イズミ）
- キングダム ハーツ コーデッド（イアーゴ）
- 風色サーフ（ティノ・アンサルド）
- 戦国BASARA BATTLE HEROES（徳川家康）
- ソウルイーター バトルレゾナンス（デスサイズ）
- ソウルキャリバー Broken Destiny（ロック・アダムス）
- 罪と罰 〜宇宙の後継者〜（デコ・ゲキショウ）
- ティアーズ・トゥ・ティアラ外伝 -アヴァロンの謎-（アロウン）
- 薄桜鬼 ポータブル（近藤勇）
- 薄桜鬼 随想録（近藤勇）
- 伯爵と妖精 〜夢と絆に想いを馳せて〜（カールトン教授）
- ひめひび -New Princess Days!!- 続!二学期（桐山大楽）
- マクロスアルティメットフロンティア（ジェフリー・ワイルダー、マクロスFナレーション）
- Million KNights Vermilion（アレクシス）
- ラチェット&クランク FUTURE2（クランク）

2010年
- Another Century's Episode:R（ジェフリー・ワイルダー）
- 維新恋華 龍馬外伝（西郷吉之助）
- ガンダム無双3（アポリー・ベイ）
- キングダム ハーツ Re:コーデッド（イアーゴ）
- クレヨンしんちゃん おバカ大忍伝 すすめ!カスカベ忍者隊!
- 斬撃のREGINLEIV（ヘイムダル）
- スーパーロボット大戦OGサーガ 魔装機神 THE LORD OF ELEMENTAL（マンジ・フィールドナウ）
- 戦国BASARA3（徳川家康）
- TAKUYO Mix Box 〜ファーストアニバーサリー〜（桐山大楽）
- ティアーズ・トゥ・ティアラ 花冠の大地 PORTABLE（アロウン）
- ティアーズ・トゥ・ティアラ外伝 -アヴァロンの謎- PORTABLE（アロウン）
- 薄桜鬼 DS（近藤勇）
- 薄桜鬼 随想録 ポータブル（近藤勇）
- 薄桜鬼 遊戯録（近藤勇）
- 薄桜鬼 巡想録（近藤勇）
- 薄桜鬼 黎明録（近藤勇）
- PANDORA 君の名前を僕は知る（ボリス・アダモフ）
- ひめひび -New Princess Days!!- 続!二学期 ぽーたぶる（桐山大楽）

2011年
- アサシン クリード リベレーション（タリク・バーレディ）
- Are you Alice?（ハートの女王）
- AQUAPAZZA AQUAPLUS DREAM MATCH（アロウン）
- ガチンコヒーローズ（クランク）
- コール オブ デューティ モダン・ウォーフェア3（グリズリー）
- 侍道4（ジェット・ジェンキンス）
- ストリートファイターIII 3rd STRIKE Fight for the Future（Online Edition）（リュウ）
- 戦国BASARA CHRONICLE HEROES（徳川家康）
- 戦国BASARA3 宴（徳川家康）
- 戦律のストラタス（東剛弘）
- 第2次スーパーロボット大戦Z 破界篇 / 再世篇（2011年 - 2012年、アポリー・ベイ、ジェフリー・ワイルダー） - 2作品
- 薄桜鬼 3D（近藤勇）
- 薄桜鬼 随想録 DS（近藤勇）
- 薄桜鬼 遊戯録 DS（近藤勇）
- 薄桜鬼 黎明録 ポータブル（近藤勇）
- マクロストライアングルフロンティア（ジェフリー・ワイルダー）
- ラチェット&クランク オールフォーワン（クランク）

2012年
- 機動戦士ガンダムSEED BATTLE DESTINY（モーガン・シュバリエ）
- スーパーロボット大戦OGサーガ 魔装機神II REVELATION OF EVIL GOD（マンジ・フィールドナウ）
- テイルズ オブ エクシリア2（ユリウス・ウィル・クルスニク）
- Dragon Age II（フェンリス）
- 薄桜鬼 黎明録 DS（近藤勇）
- 薄桜鬼 黎明録 名残り草（近藤勇）
- 薄桜鬼 幕末無双録（近藤勇）
- 薄桜鬼 遊戯録弐 祭囃子と隊士達（近藤勇）
- ファイアーエムブレム 覚醒（マイユニット）
- ルートダブル -Before Crime * After Days-（宇喜多佳司）

2013年
- ヴァルハラナイツ3（ガルヴァーニ）
- 真・ガンダム無双（アポリー・ベイ）
- ガンスリンガー ストラトス（シュリニヴァーサ・セン）
- 境界線上のホライゾン PORTABLE（クリストファー・ハットン、ウオルター・ローリー）
- サモンナイト5（メテオラ）
- The Last of Us（デビッド）
- ジョジョの奇妙な冒険 オールスターバトル（ナレーション、ウェザー・リポート）
- スーパーロボット大戦Operation Extend（ジェフリー・ワイルダー）
- スーパーロボット大戦UX（ジェフリー・ワイルダー）
- Solomon's Ring 〜地の章〜（アモン）
- Double Score 〜Cattleya×Narcissus〜（城崎理央）
- Double Score 〜Cosmos×Camellia〜（城崎理央）
- ティアーズ・トゥ・ティアラII 覇王の末裔（アロウン）
- 薄桜鬼 鏡花録（近藤勇）
- プレイステーション オールスター・バトルロイヤル（クランク）
- マクロス30 銀河を繋ぐ歌声（ジェフリー・ワイルダー）
- メトロ ラストライト（コルブト将軍）
- 嫁コレ（首領・ヴァレンティーノ）
- ONE PIECE アンリミテッドワールド レッド（センゴク）
- 新・世界樹の迷宮 ミレニアムの少女（マイク）
- 英雄伝説 零の軌跡 Evolution（ロバーツ）

2014年
- ウルトラストリートファイターIV（剛拳）
- 学園ヘヴン2 〜DOUBLE SCRAMBLE!〜（榊宗司朗）
- ガンスリンガー ストラトス2（シュリニヴァーサ・セン）
- 黒雪姫〜スノウ・ブラック〜（ロレイユ＝アダレード）
- 黒雪姫〜スノウ・マジック〜（ロレイユ＝アダレード）
- ゴールデンタイム Vivid Memories（社長）
- 戦国BASARA4（徳川家康）
- ソードアート・オンライン -ホロウ・フラグメント-（ヒースクリフ）
- 第3次スーパーロボット大戦Z 時獄篇 / 天獄篇（ジェフリー・ワイルダー）
- Double Score 〜Marguerite×Tulip〜（城崎理央）
- ディアブロIII（ウィッチドクター・男）
- テイルズ オブ ザ ワールド レーヴ ユナイティア（ユリウス・ウィル・クルスニク）
- 薄桜鬼SSL 〜sweet school life〜（近藤勇）
- MURDERED 魂の呼ぶ声（レックス）
- マーメイド・ゴシック（弥彦）
- マブラヴ オルタネイティヴ トータル・イクリプス（山口提督） - PC版
- キングダム ハーツ HD 2.5 リミックス（イアーゴ）
- 英雄伝説 碧の軌跡Evolution（ロバーツ）
- ONE PIECE 超グランドバトル! X（センゴク）
- ONE PIECE ワンピースキングス（センゴク）

2015年
- ウィッチャー3 ワイルドハント（アヴァラック）
- グランブルーファンタジー（2015年 - 2024年、『ロボミ』イベントナレーション、バルトロッソ）
- ジョジョの奇妙な冒険 アイズオブヘブン（ウェザー・リポート / ウェス・ブルーマリン、ナレーション）
- スーパーロボット大戦BX（ジェフリー・ワイルダー）
- 戦国BASARA4 皇（徳川家康）
- 薄桜鬼 真改 風ノ章（近藤勇）
- Fallout 4（ケロッグ)
- ヴァリアントナイツ（ダクラス＝ウォーカー）
- Hearthstone: ハースストーン（メディヴ）
- ひぐらしのなく頃に粋（富竹ジロウ）
- ブレイブリーセカンド（ニコライ・ニコラニコフ）
- 夢王国と眠れる100人の王子様（砕牙）
- うたわれるもの 偽りの仮面（デコポンポ）
- 龍が如く0 誓いの場所（世良勝）
- ワンピース 海賊無双3 / 4（2015年 - 2020年、センゴク） - 2作品

2016年
- 龍が如く 極（世良勝）
- 名探偵ピカチュウ 〜新コンビ誕生〜（ピカチュウ）
- いけにえと雪のセツナ（ヨミ）
- ストリートファイターV（剛拳）
- オルタンシア・サーガ -蒼の騎士団-（ロジェ）
- オーバーウォッチ（ソルジャー76）
- ガールフレンド（仮）（悪推理男）
- 薄桜鬼 真改 華ノ章（近藤勇）
- ラチェット&クランク THE GAME（クランク）
- 戦国BASARA 真田幸村伝（徳川家康）
- うたわれるもの 二人の白皇（デコポンポ、ゲンホウ）
- クイズRPG 魔法使いと黒猫のウィズ（ドルティ・ローム）
- おそ松さん 松まつり!（エスパーニャンコ）
- エンドライド -X fragments-（オリオン）
- 世界樹の迷宮V 長き神話の果て
- ONE PIECE トレジャークルーズ（センゴク）
- 文豪とアルケミスト（森鴎外)

2017年
- ガンダムバーサス（アポリー・ベイ）
- ファイアーエムブレム ヒーローズ（ヴァルター、アーダン）
- テイルズ オブ ザ レイズ（ユリウス・ウィル・クルスニク）
- ダンジョンに出会いを求めるのは間違っているだろうか 〜メモリア・フレーゼ〜（ウラノス）
- ネオ アンジェリーク 天使の涙（ニクス）

2018年
- 名探偵ピカチュウ（ピカチュウ）
- うたわれるもの斬 / 2（2018年 - 2021年、デコポンポ） - 2作品

2019年
- EVE rebirth terror（ジェス・カスター）
- 戦国BASARA バトルパーティー（徳川家康）
- ドラゴンクエストライバルズ（ルドマン）
- ポケモンマスターズ（キョウ）
- アクション対魔忍（山本信繁）

2020年
- ペルソナ5 スクランブル ザ ファントム ストライカーズ（近衛明）
- ファイナルファンタジーVII リメイク（ルーファウス神羅）
- キャプテン翼 RISE OF NEW CHAMPIONS（ルディ・フランク・シュナイダー）
- ひぐらしのなく頃に 命（富竹ジロウ）
- ロストアーク（エバーグレイス）
- ドカポンUP! 夢幻のルーレット（デコポンポ）

2021年
- Re:ゼロから始める異世界生活 偽りの王選候補（ラッセル）
- ジョジョの奇妙な冒険 オールスターバトルR（ナレーション）
- 機動戦士ガンダム 鉄血のオルフェンズG（ラスタル・エリオン）

2023年
- スーパーロボット大戦DD（ザーツバルム）

2024年
- モンスターストライク（真戸呉緒）

### ドラマCD
- Are you Alice?（ハートの女王）
- 間の楔（イアソン・ミンク）
- 青春鉄道（九州新幹線）
- いじわる My Master（デルタ）
- 偽りのアルカネット ボイスドラマ（倉江香月）
- イルゲネス -The Genetic Sodom ILEGENES-（ジェイクィズ・バーン）
- Weiß kreuz Dramatic Precious（烏丸司令）
- Vassalord. Act.4（ゲイリー・バーンズ）
- オジサマ専科 Vol.1 Make My Lady〜私の淑女〜（東郷匡彦）
- オーディオシネマ サンカクな部屋[163]
- お天気戦隊ハウウェザーシリーズ（タイフウ）
- おたくの娘さん（森田宗助）
- カーニヴァル 飛べない翼/人魚の瓶（謎の男）
- 風の王国（トンミ・サンボータ）
- 危機之介御免（杉田玄白）
- ドラマCD 逆転裁判5 〜逆転のアニマルサーカス!?〜（タカサカ）
- 銀河鉄道の夜（灯台守、カムパネルラの父）
- 紅蓮の夢（ウォル[164]）※茅田砂胡 全仕事1993-2013 特別版
- 月光仮面（松田警部）
  - 月光仮面
  - 月光仮面ビギンズ サタンの爪
- 江〜戦姫〜（浅井長政）
- されど罪人は竜と踊る（イェスパー・リヴェ・ラキ）
- 地獄堂霊界通信（三田村豪）※コミックス第6巻ドラマCD付き特装版[165]
- JIHAI〜磁海〜 Second Code（ジェームズ）
- 十二国記（供麒）
- シロクロネクロ（高嶺銀河）※『電撃文庫MAGAZINE』Vol.18付録「豪華声優陣×第17回電撃小説大賞コラボCD」
- ストリートファイターZERO2外伝 さくら・もっとも危ない女子高生（桜木）
- 創竜伝（中熊章一）
- ソード・ワールド へっぽこーずドラマCD（バス）
- たいようのいえ（本宮海斗）※コミックス第5巻ドラマCD付き特装版
- 戦う!セバスチャン（ロード・セバスチャン）
- 超無気力戦隊ジャパファイブ（南国長官 / ナレーション）
- 天からトルテ!CDドラマ（浜村編集長）
- なかよし公園 1・2（ビリー）
- ネオ アンジェリーク シリーズ（ニクス）
- 薄桜鬼 シリーズ（近藤勇）
  - 薄桜鬼 ドラマCD 〜新選組捕物控〜 前編・後編
  - 薄桜鬼 ドラマCD 〜近藤さんの悩みの種〜[166]
  - アニメ「薄桜鬼」ドラマCD 〜星夜の想い〜
  - アニメ「薄桜鬼」ドラマCD 〜改名秘帖録〜
- 伯爵と妖精 シリーズ（カールトン教授）
  - 伯爵と妖精 プロポーズはお手やわらかに
  - 伯爵と妖精 紳士の射止めかた教えます
- 八犬伝―東方八犬異聞―（犬飼現八）
- BASARA〜謀略の城〜（十河一存）
- ひぐらしのなく頃に（富竹ジロウ）
- ふしぎ遊戯 玄武開伝（奥田永之介）
- ドラマCD ぷちます! -PETIT IDOLM@STER- Vol.1・2（ナレーション、スペパププ、ボルボレ）
  - PETIT IDOLM@STER Twelve Seasons! Vol.1 - 12（ナレーション）
- BLOOD ALONE（サイノメの父）[167]
- Magnolia（アルベルト13世）※コミックス第3巻ドラマCD付特装版
- マクロスF 娘ドラ◎（ジェフリー・ワイルダー、エルモ・クリダニク、娘々の店長）
- 真夏の夜の夢（オーベロン）
- 魔法少女リリカルなのはStrikerS サウンドステージ（ゲンヤ・ナカジマ）
  - 魔法少女リリカルなのは StrikerSサウンドステージX(イクス)
- Landreaall（レイ・サーク）
  - Landreaall
  - Landreaall-2 アカデミー七不思議
  - Landreaall-3 アカデミー芸術祭
- 浪漫狩り（岩槻省吾）
- ワイルドアームズ（アルハザード、ダン・ダイラム）
- 若草物語 -紙ヒコーキに乗って-（マーチ伯母）
- 風光る（近藤勇）

### BLCD
- 間の楔 シリーズ〈2007年以降〉（イアソン）
  - 間の楔I 〜DESTINY〜
  - 間の楔II 〜NIGHTMARE〜
  - 間の楔III 〜RESONANCE〜
- あばずれ（上月要）
- 甘い蜜の褥（武満秋良）
- 偽りのアルカネット ボイスドラマ（倉江香月）
- いとしの猫っ毛（ポンちゃん（ポン子）
  - いとしの猫っ毛 2
- 嘘つきはだれだ（仁）
- 英国紳士（ターナー）
- YEBISUセレブリティーズ（陣内高史）
- オマケの王子様（ルシエル）
- おやじな！〜千夏と巴の場合〜（青木巴 / おやじVer.）
- 籠蝶は花を恋う（有馬鼎）
- 学園エンペラー 愛してみやがれ!!（風間薫）
- KIZUNA（佐賀野隆）
- 君知るや運命の恋（樋之口憲和）
- 君も知らない邪恋の果てに（伊神旺一郎）
  - 華園を遠く離れて〜恋路＆溺愛〜
- くいもの処 明楽（三ツ本夏希）
- 小悪魔のサンクチュアリ（宗形義臣）
- 恋泥棒を探せ!（神園修慈）
- 極道はスーツを引き裂く（塚原秀次）
- 最強凶の男（甲斐秀樹）
  - 最強凶の慰安旅行
- 酒とYシャツとキス（喜多陸生）
- 囀る鳥は羽ばたかない（三角[168]）
- 守護霊様に憑いてコイ（鳳堂貴続）
- 純情ロマンチカ 4（篠田）
- 白鷺 シリーズ（志澤知靖）
  - キスは大事にさりげなく
  - 夢はきれいにしどけなく
  - 恋は上手にあどけなく
- 世界が終わるまできみと（高宮康広〈叔父〉）
- SEX PISTOLS 1、3（熊樫照彦）
- セーラー服はだれが着る!?（楡崎稜）
- ターニングポイント（遠藤）
- ダイヤモンドに口づけを（陣野一臣）
- 小さな恋のメロディ（奥村喜一郎）
- 中国ラブアタック（倒了風）
- 爪先にキス（鳥丸冬慈）
- 難攻不落な君主サマ（藤村陣）
- 眠らぬ夜のギムレット（五辻紘征）
- 花嫁 シリーズ（塔眞貴砺）
  - 花嫁は緋色に囚われる
  - 花嫁は翡翠に奪われる
  - 花嫁は紫龍に乱れる
  - 花嫁は黄金に攫われる
- 秘書の嗜み（高瀬潔忠）
- ボディーガードは愛を継ぐ（日本支部支社長）
- まなざしのレジスタンス（滝澤亨）
- 真昼の月（辰巳剛士）
  - 真昼の月 2
- 淫らなセクシー・リーマンズ（伏見秀一）
  - 乱れるセクシー・リーマンズ 2
- 夢結び恋結び（高坂隆明）
- 茅島氏の優雅な生活（庭師の彼）
- ダブル・バインド1・2（新藤隆征）
- 月に狼（芹兎）
- 月宿る（早坂先生）
- 優しくて棘がある〜眠れぬ夜の純情〜（高階隼人）
- 略奪シリーズ3 君臨せよ（クラウス・フォン・ファルコナー）

### ラジオドラマ
- G-SAVIOUR（ボア大尉）
- オーディオシネマ サンカクな部屋（2015年、深沢洋介[169]）
- 公爵令嬢は騎士団長（62）の幼妻（2016年、ヴィルヘルム[170]）
- フルメタル・パニック! 踊るベリー・メリー・クリスマス（2017年、スティーブン・ハリス）

### 吹き替え

#### 担当俳優
ジェイソン・ベイトマン
- キングダム/見えざる敵（アダム・レビット捜査官）
- 消されたヘッドライン（ドミニク・フォイ）
- スタスキー&ハッチ（ケヴィン・ジャサム）
- バッドガイ 反抗期の中年男（ガイ・トリルビー）

DMX
- DENGEKI 電撃（ラトレル・ウォーカー）※ソフト版
- ブラック・ダイヤモンド（アンソニー・“トニー”・フェイト）※ソフト版
- ロミオ・マスト・ダイ（シルク）※ソフト版

マイケル・キートン
- 恋する履歴書（ウォルター・マルビー）
- マーベル・シネマティック・ユニバース / ソニーズ・スパイダーマン・ユニバース（エイドリアン・トゥームス / バルチャー）
  - スパイダーマン:ホームカミング
  - モービウス

- ニード・フォー・スピード（モナーク）

マイケル・ビーチ
- ER緊急救命室（アル・ブレ）
- クリミナル・マインド FBI行動分析課 シーズン3 #8（マークス神父）
- サード・ウォッチ（モンティ・“ドク”・パーカー）

#### 映画
- アート・オブ・ウォー ※テレビ東京版
- 愛と哀しみの果て（バークレー・コール〈マイケル・キッチン〉）※ソフト版
- 悪魔を憐れむ歌（ローレンス、ジェイ・レイノルズ）※ソフト版
- あなたに降る夢
- アバウト・ア・ボーイ
- アビエイター（エロール・フリン〈ジュード・ロウ〉）
- アメリカン・ヒーロー（ルシール〈エディ・グリフィン〉）
- アリス・イン・ワンダーランド（三月うさぎ〈ポール・ホワイトハウス〉）
  - アリス・イン・ワンダーランド/時間の旅
- 暗殺者 ※フジテレビ版
- アントマン（ダレン・クロス / イエロージャケット〈コリー・ストール〉）
- イレイザー（シフ）※日本テレビ版
- インファナル・アフェア 無間序曲（ルク〈フー・ジュン〉）※ソフト版
- インモラルネクター 陶酔（パトリック）
- ウーマン ラブ ウーマン（テッド・ヘンリー〈ポール・ジアマッティ〉）
- ウィッカーマン（エドワード・メイラス〈ニコラス・ケイジ〉）
- ウインドトーカーズ（SGTコード教官）※ソフト版
- 宇宙戦争2008（スティーブン・チェイス〈ブラッド・ジョンソン〉）
- 裏窓（ラーズ・ソーワルド〈レイモンド・バー〉）※BD版
- A.I.（ジゴロ・ジョー〈ジュード・ロウ〉）※ソフト版
- エイリアン（パーカー〈ヤフェット・コットー〉）※ディレクターズ・カット版
- エイリアン: コヴェナント（テネシー・ファリス〈ダニー・マクブライド〉[173]）
- X-メン（ヘンリー・ガイリッチ、スチュー）※ソフト版
- エニグマ（ウィグラム〈ジェレミー・ノーサム〉）
- エネミー・ウォー（マリオ少尉〈リッキー・トニャッツィ〉）
- エルモと毛布の大冒険（オスカー/クッキーモンスター/カウント伯爵/サイモン〈ジェリー・ネルソン〉）
- エントラップメント（ハース〈ケヴィン・マクナリー〉）※テレビ朝日版
- オール・ザ・キングスメン
- オンリー・ユー（デイモン・ブラッドリー〈アダム・ルフェーヴル〉）
- カーミットのどろんこ大冒険（ウィルソン〈ウィリアム・ブックストーン〉、ウォルドーフ）
- カウチ・イン・ニューヨーク（ジェローム）
- 帰ってきたMr.ダマー バカMAX!（ハリー・ダン〈ジェフ・ダニエルズ〉）
- 華氏451（ヘンリ）※ソフト版
- 彼女を見ればわかること（ウォルター〈マット・クレイヴン〉）
- 完全なるチェックメイト（ボリス・スパスキー〈リーヴ・シュレイバー〉）
- カンフーハッスル（斧頭会副組長〈ラム・シュー〉）
- キャスパー（レイモンド・スタンツ博士〈ダン・エイクロイド〉）※VHS版
- 宮廷料理人ヴァテール（グルヴィル〈ティモシー・スポール〉）
- キングコング ※テレビ朝日版2
- クライング・フリーマン（アントニオ・ロッシ）
- グラスハウス（ジャック叔父さん〈クリス・ノース〉）※テレビ朝日版
- グリマーマン ※ソフト版
- クリムゾン・タイド（ポール・ハラーマン大尉〈リック・シュローダー〉）※テレビ朝日版
- クロスゲージ
- クロッシング・ガード（ジョン・ブース〈デヴィッド・モース〉）
- ケイティ
- ゴースト・ブラザー/天国から来たヒーロー（マリック・メイジャー）
- 恋は負けない（エドワード・オルコット教授〈グレッグ・キニア〉）
- ゴッド・ギャンブラー（コウ・ジョン〈チョウ・ユンファ〉）※DVD版
- ゴッド・ギャンブラー 完結篇（コウ・ジョン〈チョウ・ユンファ〉）※DVD版
- ゴッドファーザー（ジョニー・フォンテーン〈アル・マルティーノ〉）※DVD版
- コピーキャット（マイク）※テレビ東京版
- コラテラル（フェリックス〈ハビエル・バルデム〉）
- コレクター ※テレビ朝日版
- コンゴ（ジェフリー〈テイラー・ニコルズ〉）※ソフト版
- ゴンゾ宇宙に帰る（バッバ、ジョニー・フィアマ）
- 最後の初恋（ジャック・テイラー〈クリストファー・メローニ〉）
- サイレンサー（マイキー〈キューバ・グッディング・ジュニア〉）
- ザ・クライアント 依頼人（トーマス・フィンク〈ブラッドリー・ウィットフォード〉）※ソフト版
- ザ・ビーチ（キーティ〈パターソン・ジョセフ〉）※日本テレビ版
- サボテン・ブラザース（ダスティ・ボトムズ〈チェビー・チェイス〉）※ソフト版
- サラの鍵（ウィリアム・レインズファード〈エイダン・クイン〉）
- 猿の惑星: 創世記（ジョン・ハミル〈タイ・オルソン〉）
- 猿の惑星: 聖戦記（ウェズリー・マカロー大佐〈ウディ・ハレルソン〉[174]）
- ザ・ロック（クリスプ軍曹〈ボキーム・ウッドバイン〉）※日本テレビ版・テレビ朝日版、（FBIエージェント・ハント、リン博士）※テレビ朝日版
- サンシャイン 2057（サール〈クリフ・カーティス〉）
- ジェイド（ビル・バレット〈ホルト・マッキャラニー〉）
- 地獄の黙示録 完全版（ルーカス大佐〈ハリソン・フォード〉）
- 史上最悪のボートレース ウハウハザブーン（レズリー）※テレビ東京版
- 60セカンズ（ジェームズ・レインウッド〈アリー・グロス〉）※ソフト版
- 死の標的（ジャマイカの情報屋）※テレビ朝日版
- シューテム・アップ（カール・ハーツ〈ポール・ジアマッティ〉）
- 小説家を見つけたら（デヴィッド・ブラッドリー〈マット・マロイ〉）
- 少林サッカー（リーダー〈ヴィンセント・コク〉）※インターナショナル版
- 処刑人（ラングレー）
- ジョン・マルコヴィッチの レディース・ルーム（ロベルト〈ジョン・マルコヴィッチ〉）
- ジングル・オール・ザ・ウェイ（ゲイル・フォース〈フィル・モリス〉）※ソフト版
- シンプル・プラン（フリーモント）
- SUPER8/スーパーエイト（ネレク大佐〈ノア・エメリッヒ〉）
- スーパー・チューズデー 〜正義を売った日〜（ポール・ザーラ〈フィリップ・シーモア・ホフマン〉）
- スコーピオン（ハミルトン〈アイス-T〉）
- スター・ウォーズ エピソード1/ファントム・メナス
- スター・ウォーズ エピソード4/新たなる希望（ビッグス・ダークライター、デイン・ジャー中佐）※特別篇日本テレビ版3
- ストーカー（ベルマー〈ピーター・マッケンジー〉）
- ストリートダンス/TOP OF UK（ハーディング氏）
- SPUN スパン（ザ・マン〈エリック・ロバーツ〉）
- スフィア
- スリー・キングス ※フジテレビ版
- スリーピー・ホロウ ※テレビ東京版
- S.W.A.T.（グレッグ・ベラスケス〈レグ・E・キャシー〉）※ソフト版
- 戦火の勇気（トンプソン〈ショーン・パトリック・トーマス〉）※ソフト版
- ぜんぶ、フィデルのせい（フェルナンド〈ステファノ・アコルシ〉）
- 捜査官X（リウ・ジンシー / タン・ロン〈ドニー・イェン〉）
- THE SALTON SEA ソルトン・シー（ダニー / トム〈ヴァル・キルマー〉）
- ダイ・ハード3（タクシーの客）※テレビ朝日版
- タイムリミットは24時間（チック・クック）
- 代理人（エディ・ヒューズ〈キューバ・グッディング・ジュニア〉）
- ダニー・ザ・ドッグ（ラッフルズ〈ヴィンセント・リーガン〉）※ソフト版
- ダニーと秘密の魔法使い（ジェームズ・ウォーカー〈トム・アマンデス〉）
- 007 トゥモロー・ネバー・ダイ（ジャック・ウェイド〈ジョー・ドン・ベイカー〉）※ソフト版
- ダンク・ブラザース/脱線ファンにご用心（クリス・マッカーシー〈ダレル・ハモンド〉）
- ダンサー・イン・ザ・ダーク（ノーマン〈ジャン＝マルク・バール〉）
- ダンテズ・ピーク（ノーマン・ゲイツ）
- チェーン・リアクション（カレブ・ウィリアムズ〈ジョニー・リー・ダヴェンポート〉）※ソフト版
- チェンバー/処刑室（クライド・パッカー刑務官〈ボー・ジャクソン〉）
- 地球が燃えつきる日（シュトライヒ〈ロバート・ネッパー〉）
- 沈黙の戦艦（ダミアーニ）※テレビ朝日版
- 沈黙の要塞 ※ソフト版
- 沈黙の傭兵（アンソニー・チャペル〈ロジャー・グーンヴァー・スミス〉）
- ディープ・インパクト（ドン・ビーダーマン〈リチャード・シフ〉）
- ディープ・インパクト2008（ジャック・バクスター）
- デイ・オブ・ザ・ディシジョン2（ルーク・レミー）
- ディトネイター（ジャック・フォレスター〈ボキーム・ウッドバイン〉）
- デス・ゲーム2025（ブレイク・ベッカー〈エイドリアン・G・グリフィス〉）
- デスペラード ※DVD・VHS版
- 鉄板ニュース伝説（マイケル）
- ドーベルマン
- トゥームレイダー（アレックス・ウエスト〈ダニエル・クレイグ〉）※ソフト版
- トゥルーナイト（ラルフ〈ラルフ・アイネソン〉）
- ドクター・ドリトル（鼠〈レニ・サントーニ〉）※ソフト版
- トレインスポッティング（マイキー・フォレスター〈アーヴィン・ウェルシュ〉）
- トレマーズ2（ジョージ・フリオ）
- ナイトミュージアム2（アル・カポネ〈ジョン・バーンサル〉、オスカー〈キャロル・スピニー〉）
- 9デイズ（シール〈ガブリエル・マクト〉）※テレビ朝日版
- 南極の春（ナレーション）
- ナンバー23（カイル・フリンチ〈マーク・ペルグリノ〉）
- ニード・フォー・スピード（ビル・イングラム〈スティーヴィー・レイ・ダリモア〉）
- 25年目のキス（ガス〈ジョン・C・ライリー〉）
- ノーマ・ジーンとマリリン（ジョー・ディマジオ）
- 覗く女（リッチ）
- パーソナル・ショッパー（インゴ〈ラース・アイディンガー〉）
- ハード・ターゲット（イズマエル・ゼナン）※ソフト版、（猟犬〈スヴェン＝オーレ・トールセン〉）※フジテレビ版
- パーフェクト・ワールド ※テレビ東京版
- π
- バイオハザード（J.D.・サリナス）※ソフト版
- 裸足のトンカ（トラン）
- バックラッシュ（軍曹）
- バットマン ※テレビ朝日版
- バットマン ビギンズ（ラーズ・アル・グール〈渡辺謙〉）※劇場公開版
- パニッシャー（クエンティン・グラス〈ウィル・パットン〉）
- バリスティック（カーティス）※テレビ朝日版
- バルカン超特急（ギルバート〈マイケル・レッドグレイヴ〉）
- ビー・バッド・ボーイズ（サイラス〈メソッド・マン〉）
- 光の六つのしるし（ジョン・スタントン教授〈ジョン・ベンジャミン・ヒッキー〉）
- ヒットマン（ウードレ・ベリコフ〈ヘンリー・イアン・キュージック〉）
- ヒトラー 〜最期の12日間〜（ハインリヒ・ヒムラー〈ウルリッヒ・ネーテン〉、ペーター・ヘーグル、ワシーリー・チュイコフ〈アレクサンドル・スラスチン〉）
- ヒトラーの贋札（フリードリヒ・ヘルツォーク〈デーヴィト・シュトリーゾフ〉）
- ビバリーヒルズ・コップ3（看守〈ジョー・ダンテ〉）※ソフト・フジテレビ版
- 秘められた遊戯（ジャック、サイモン〈アンガス・マクファーデン〉）
- ヒューゴの不思議な発明（ルネ・タバール〈マイケル・スタールバーグ〉）
- ピンチ・シッター（カール〈サム・ロックウェル〉）
- ファイアーストーム（パッカー〈バリー・ペッパー〉）
- フィースト2/怪物復活（グレッグ〈トム・ギャラガー〉）
- フィースト3/最終決戦（グレッグ〈トム・ギャラガー〉）
- フィービー・ケイツの 私の彼は問題児（チャールズ〈ティム・マシスン〉）※DVD版
- フィーリング・ミネソタ（サム・クレイトン〈ヴィンセント・ドノフリオ〉）
- フェイス/オフ ※フジテレビ版、テレビ朝日版
- FAIL SAFE 未知への飛行（ジミー・ピアース中尉〈ドン・チードル〉）
- フォレスト・ガンプ/一期一会（アビー・ホフマン）※フジテレビ版
- ふたりの男とひとりの女（リー・ハーベイ）
- フッテージ（エリソン・オズワルド〈イーサン・ホーク〉）
- プライベート・ライアン（オリヴァー）※ソフト版
- プラクティカル・マジック（アンジェロフ〈ゴラン・ヴィシュニック〉）
- ブラック・レイン ※フジテレビ版
- プラトーン（ガードナー）※テレビ東京版
- ブルー・カラー/怒りのはみだし労働者ども（スモーキー・ジェームズ〈ヤフェット・コットー〉）
- Bruce Lee in G.O.D 死亡的遊戯（ブルース・リー）
- フルメタルポイント（トニー・モラン大尉）
- ブロークダウン・パレス（ビル・マラーノ）
- ブローン・アウェイ/復讐の序曲 ※ソフト版
- ベスト・キッド3/最後の挑戦（テリー・シルヴァー〈トーマス・イアン・グリフィス〉）※DVD・BD版
- ヘブンズ・プリズナー（エディ・キーツ〈ドン・スターク〉）※VHS版
- ヘラクレス/魔境の女戦士（イオラオス）
- ベルベット・ゴールドマイン（ジェリー・デイヴァイン〈エディ・イザード〉）
- ヘレンとフランクと18人の子供たち（フランク・ビアズリー〈デニス・クエイド〉）
- BOYS（フェントン・レイ〈ジェームズ・レグロス〉）
- ボーダーライン（マット・グレイヴァー〈ジョシュ・ブローリン〉）
- ボーン・コレクター（リチャード・トンプソン〈リーランド・オーサー〉）※テレビ朝日版
- ホーンテッド（ニコライ）
- 暴走機関車 ※テレビ朝日版
- 星の王子 ニューヨークへ行く ※日本テレビ版
- ホットゾーン（エリック・フォアマン）
- ホテル・スプレンディッド（ロナルド・ブランチェ〈ダニエル・クレイグ〉）
- ポリス・ストーリー/香港国際警察（弁護士〈ラウ・チーウィン〉[175]）※ソフト版
- ホワイト・インフェルノ（ダニー・ピーターソン）
- マーサの幸せレシピ
- マグノリア（ジム・カーリング〈ジョン・C・ライリー〉）
- マッドマックス/サンダードーム（ディールグッド〈エドウィン・ホッジマン〉）※スーパーチャージャー版
- マトリックス リローデッド（リンク〈ハロルド・ペリノー・ジュニア〉）※ソフト版、（モーゼル、バラード〈ロイ・ジョーンズ・ジュニア〉、警備員 他）※フジテレビ版
- マトリックス レボリューションズ（リンク〈ハロルド・ペリノー・ジュニア〉）※ソフト版、（モーゼル）※フジテレビ版
- マペットのメリー・クリスマス（ルー・ジーランド）
- マペットめざせブロードウェイ!（ロルフ、シェフ）※ソニー・ピクチャーズ版
- ミッション:インポッシブル（ウィリアム・ダンロー〈ロルフ・サクソン〉）※テレビ朝日版
- ミッドナイト・イン・パリ（サルバドール・ダリ〈エイドリアン・ブロディ〉）
- 身代金 ※日本テレビ版
- ミュージック・オブ・ハート（ダン・パクストン〈ジェイ・O・サンダース〉）
- メイド・イン・マンハッタン（ジェリー〈スタンリー・トゥッチ〉）
- メン・イン・ブラック（ジェイナス〈フレドリック・レーン〉）※日本テレビ版
- モッド・スクワッド（ブリッグス〈スティーヴ・ハリス〉）
- 木浦は港だ（ペク・ソンギ〈チャ・インピョ〉）
- ヤァヤァ・シスターズの聖なる秘密（ジャック）
- 野獣教師（ウェルマン）※VHS版
- ゆかいなブレディ一家/我が家がイチバン（マイク・ブレディ〈ゲイリー・コール〉）
- ゆかいなブレディー家/トラブルinハワイ（マイク・ブレディー〈ゲイリー・コール〉）
- 許されざる者 ※テレビ朝日版
- ライアー（シモンズ・バンヤード〈マイケル・パークス〉）
- ライフ・アクアティック（ヴィクラム・レイ）
- ラスト・アクション・ヒーロー（ウィスカーズ〈ダニー・デヴィート〉）※テレビ朝日版
- ラストサマー（デヴィッド〈スチュアート・グリア〉、テレビの声）※テレビ朝日版
- ラリー・フリント
- ラン・オールナイト（ジョン・ハーディング刑事〈ヴィンセント・ドノフリオ〉）
- 乱気流/タービュランス ※ソフト版
- ラングーンを越えて
- ランナウェイ（カーマイン、ニュースキャスター）
- リターン・トゥ・パラダイス（シェリフ〈ヴィンス・ヴォーン〉）
- ルックアウト/見張り（ルイス・キャンフィールド〈ジェフ・ダニエルズ〉）
- レーシング・ストライプス（グース〈ジョー・パントリアーノ〉）※日本テレビ版
- レインメーカー（エヴァレット・ラフキン）
- レオン（トント、マノーロ）※テレビ朝日版
- レッド・オクトーバーを追え!（トンプソン）※テレビ朝日版
- レッドクリフ（魯粛〈ホウ・ヨン〉）
- ルルの冒険 〜黄金の塊〜（リカード）
- RONIN（ピエール）※フジテレビ版
- ロケッティア ※テレビ朝日版
- ロボコップ3 ※テレビ東京版
- ロミオ+ジュリエット（ベンヴォーリオ〈ダッシュ・ミホク〉）※フジテレビ版
- ワイルド・スピード（テッド）※ソフト版
- ワンス・アポン・ア・タイム・イン・チャイナ外伝 鬼脚（ソー〈ウー・マ〉）
- ワンス・アンド・フォーエバー（メッカー〈クラーク・グレッグ〉）※ソフト版

#### ドラマ
- iCarly（ハリー・ジョイナー）
- アガサ・クリスティー ミス・マープル パディントン発4時50分（ブライアン・イーストリー〈マイケル・ランデス〉）
- アリー my Love（スティーブン・ミルター〈ジョン・マイケル・ヒギンズ〉）
- ALPHAS/アルファズ（ドン・ウィルソン〈カラム・キース・レニー〉）
- ER緊急救命室（マクグルーダー〈マイケル・ブライアン・フレンチ〉他）
- イ・サン（ナム・サチョ（南四超）〈メン・サンフン〉）
- 宇宙船レッド・ドワーフ号（エルヴィス・プレスリー〈クレイトン・マーク〉）
- エクスカリバー 聖剣伝説（ウーサー）
- X-ファイル（バディ）
- NCIS:LA 〜極秘潜入捜査班（サム・ハンナ〈LL・クール・J〉）
- エレメンタリー ホームズ&ワトソン in NY
- GIRLS/ガールズ（ディル・ハーコート〈コリー・ストール〉）
- カリフォルニケーション（ステイシー・クーンズ学部長〈ピーター・ギャラガー〉）
- キャッスル 〜ミステリー作家は事件がお好き（ディック・クーナン〈ジェイ・R・ファーガソン〉）
- ギャラクティカ（レオーベン・コノイ）
- 恐竜家族（ニック）
- クリミナル・マインド FBI行動分析課
  - シーズン5（ジョー・ベルサー）
  - シーズン7（ハミルトン・バーソロミュー）
- グレイズ・アナトミー4（マーカス・キング〈D・B・ウッドサイド〉）
- グレイズ・アナトミー6（アイザック〈ファラン・タヒール〉）
- 刑事コロンボシリーズ
  - 刑事コロンボ 野望の結末（警官）※完全版追加収録部分
  - 新・刑事コロンボ 恋におちたコロンボ（指紋係）
- GOTHAM/ゴッサム シーズン1 #14, #15（ジェラルド・クレイン〈ジュリアン・サンズ〉）
- ザ・ソプラノズ 2つのファミリーを持つ男（クリス・モルティサンティ〈マイケル・インペリオリ〉）※シーズン1
- ザ・ハンガー シーズン1 #10（アルド）
- ザ・プラクティス ボストン弁護士ファイル（アーロン・ウィルトン）
- サブリナ（ジョーイ、客2〈トム・ファーン〉）
- 三国志（曹操〈バオ・クオアン〉）※国際スタンダード版
- CSI:ニューヨーク2（リコ・セルダ）
- CSI:ニューヨーク5 （レズニック）
- CSI:マイアミ（グレン・コールFBI捜査官〈マーク・ロルストン〉）
  - シーズン5 #3（トッド・バランスキー〈エリック・ルーツ〉）
  - シーズン10 ザ・ファイナル（マシュー・ストーン〈レナード・ロバーツ〉）
- シークエスト（ジョナサン・フォード中佐〈ドン・フランクリン〉）
- しあわせの処方箋（トム・ウェイクフィールド〈マイケル・ヴァルタン〉）※シーズン2より
- シャーロック・ホームズの冒険 まがった男（マーフィ少佐）※追加収録部分
- 笑傲江湖（任我行〈リュ・シャオハー〉）
- 新スタートレック シーズン6 #23（ディヴォク〈チャールズ・エステン〉）
- 新チャーリーズ・エンジェル（カールトン・フィンチ）
- スタートレック:ディープ・スペース・ナイン（エリム・ガラック〈アンドリュー・ロビンソン〉）
- スパイダー・エンジェル MISSION 3:マインド・ゲーム（ジェイク・ローソン）
- セサミストリートNHK2ヶ国語放送時代（クッキーモンスター、オスカー、カウント伯爵、サイモン、スナッフィー、ルイス、ハンフリー、マムフォード、パパベア）
- TAKEN（トム・クラーク〈ライアン・ハースト〉）
- デスパレートな妻たち5（デーブ・ウィリアムズ〈ニール・マクドノー〉）
- デッド・ゾーン 2nd season（フランシス・リッター）
- テレタビーズ（ティンキーウィンキー）
- ドールハウス Dollhouse
- 24 -TWENTY FOUR- シーズン1（テディ・ハンリン〈カーク・バルツ〉）
- ドクター・フー（ロドリック）
- トンイ（雲鶴〈キム・グソン〉）
- バーン・ノーティス 元スパイの逆襲 シーズン5 #5（ラムジー）
- ハリーズ・ロー 裏通り法律事務所（ガルシア刑事）
- HAWAII FIVE-0
  - シーズン2 #21（サム・ハンナ〈LL・クール・J〉）
  - シーズン7 #23（タナカ警部〈マイケル・ポール・チャン〉）
- フルハウス（ロジャー 他）
- BONES シーズン1 #21（ウィリアム・フラー大尉）
- 冒険野郎マクガイバー シーズン1 #3（コゾフ少佐）※追加収録部分
- ボディ・オブ・プルーフ2 死体の証言（デレク・ホームズ〈クリフ・カーティス〉）
- ホワイトカラー
  - シーズン3 #8（ヘンリー・ヴァン・ホーン中佐〈ブレイディ・スミス〉）
  - シーズン4 #15（J.B.ベルミエール〈パブロ・シュレイバー〉）
- ホワイトハウス・ファームの惨劇 〜バンバー一家殺人事件〜（トーマス・ジョーンズ警部〈スティーヴン・グレアム〉[176]）
- マードック・ミステリー 〜刑事マードックの捜査ファイル〜 シーズン1 #12（エディ・アレン）
- 名探偵ポワロ 第三の女（ネルソン警部）
- 名探偵モンク シーズン2 #1（アイバーソン）
- リベンジ（ベンジャミン・ブルックス〈コートニー・B・ヴァンス〉）
- 私のペットはウシのパール（パパ）

#### アニメ
- アドベンチャー・タイム
- アラジンの大冒険（警備員、兵士、客）
- ウォーターシップ・ダウンのうさぎたち（キハール）
- ウォレスとグルミット 野菜畑で大ピンチ!（ヴィクター・クォーターメイン）
- エルティングビル・クラブ（魔王、ナレーション）
- カーズ2（トルク、スパイトレイン）
- カーズ/クロスロード（スターリング）
- ガフールの伝説（ノクタス、ボロン国王）
- キャスパー（ドラキュラ、現在の幽霊）
- クワック・パック（オーバーロード、ニードルホファー）
- ザ・シンプソンズ（受付スタッフ、ピーターソン）
- ザ・バットマン（アーノルド・ウェスカー、スカーフェイス、ミスター・スヌーツ）
- シュレック
- ズートピア（スチュー・ホップス）
- スーパーマン（アクアマン）
- スター・ウォーズ/クローン・ウォーズ（ドクダー・ザズ）
- スパイダーマン（ニック・フューリー、キャプテン・アメリカ）
- ぞうのババール（王様、店員、部下）
- ターザン
- ダックテイル（スラッタリー、警備員、兵 他）
- タンタンの冒険/ユニコーン号の秘密（デュポン）
- DISNEY PRINCESS おとぎの国のプリンセス/夢を信じて（イアーゴ）
- トムとジェリー テイルズ
- トムとジェリーの宝島（赤いオウム）
- トムとジェリー ロビン・フッド（プリンス・ジョン）
- トランスフォーマーシリーズ
  - トランスフォーマー アニメイテッド（ラチェット[177]、パウエル）
  - トランスフォーマー アドベンチャー（シマコア）
- 長ぐつをはいたネコ（バーの男）
- ネクスト・アベンジャーズ 〜未来のヒーローたち〜（ビジョン）※ディズニーXD版
- バーバリアン・デイブ（ナレーター）
- ハウス・オブ・マウス（イアーゴ）
- バットマン（H.A.R.D.A.C〈2代目〉）
- Hello!オズワルド（レオ）
- バンビ2 森のプリンス（森の王様）
- ピンクパンサー（バグ、フェリックス、スネークマン 他）
- プレーンズ（ローバー）
- ホーム・オン・ザ・レンジ にぎやか農場を救え!（アラメダ・スリム）
- ホームムービーズ（ジョン・マグワイヤー）
- ボルト
- ミューン 月の守護者の伝説（フランス語版）（ゾラル）
- モンスターズ・インク（コマーシャルのナレーション）
- ラグラッツ ムービー（レックス）
- ラチェット&クランク THE MOVIE（クランク[178]）
- ラマになった王様（ダチョウ衛兵、バート、客）
  - ラマになった王様2 クロンクのノリノリ大作戦
  - ラマだった王様 学校へ行こう!
- リセス 〜ぼくらの休み時間〜（ガスの父親）
- リトルフット（ノッド）
- レギュラーSHOW〜コリない2人〜（ベンソン、テクモ）
- LEGO ディズニープリンセス：お城の冒険（イアーゴ）
- ルイスと未来泥棒（ハリントン）
- ミッキーの悪いやつには負けないぞ!（イアーゴ）
- RWBY（アーサー・ワッツ）
- ワンス・アポン・ア・スタジオ -100年の思い出-（イアーゴ）

#### 人形劇
- マペット放送局（カール、クルーレス）

### デジタルコミック
- VOMIC
  - 青の祓魔師（メフィスト・フェレス）
  - 激辛! カレー王子（カレーの神）
- ノーマルガール（2023年、店長[179]）

### 朗読・その他CD
- KISS×KISS collections Vol.5「上官キス」（池上蓮）
- 月刊英雄図鑑 黒盤（カエサル＝シーザー）
- 月刊英雄図鑑 白盤 ※キャストクレジットトークのみに出演
- Double Score 〜Cattleya〜：城崎理央（城崎理央）
- honeybee 羊でおやすみシリーズ Vol.2「眠ったらいいんじゃない」
- Sound Horizon 作品
  - イドへ至る森へ至るイド（キャラクターボイス）
  - Märchen（キャラクターボイス）
  - Nein（キャラクターボイス）

### 人形劇
- Thunderbolt Fantasy 東離劍遊紀（2016年、凋命）

### 特撮
- スーパー戦隊シリーズ
  - 星獣戦隊ギンガマン（1998年、グリンジーの声）
  - 獣電戦隊キョウリュウジャー（2014年、デーボスの声[180]）
- 仮面ライダーシリーズ
  - 仮面ライダー電王（2007年、スノーマンイマジンの声）
  - 劇場版 仮面ライダーキバ 魔界城の王（2008年、マミーの声）
  - 仮面ライダーアウトサイダーズ（2023年 - 2024年、ゼインの声）
  - 仮面ライダーガッチャード（2024年、タイムロードの声、アクマノカリスの声、仮面ライダーゼインの声[181]）

### ラジオ
※はインターネット配信。
- アニプレックスアワー ハガレン放送局（2004年11月、ラジオ大阪、文化放送）
- BLEACH “B” STATION（2006年7月、ラジオ大阪、文化放送）
- ホテルマウス
- SOULEATER RADIO 死武専共鳴放送局 ノーside（2009年8月14日、アニメイトTV※）
- CANAAN RADIO 裏・上海飯店 蛇通信（2009年7月10日 - 2010年1月5日、アニメイト ON AIR!※他） ※携帯電話向けコンテンツ
- 屍鬼WEBラジオ『外場村役場村民放送』（2010年7月16日 - 2011年3月26日、アニメイトTV※）
- 魔乳秘剣帖 大江戸らじを（2011年7月4日 - 10月24日、音泉※）
- レディオ・ディ・ヴァレンティーノ（2012年12月26日 - 2013年8月28日、アニメイトTV※）

### 携帯コンテンツ
- 代官山シークレットLOVE（響）
- 制服の王子様（佐伯誠人）
- マフィアモーレ☆（ジュディ[182]）
- 時空の絵旅人（孫卓一[183]）

### オーディオブック
- 東京タワー（2009年[184][185]、ナレーション[186][187]）
- 夢をかなえるゾウシリーズ（2011年 - 2020年、ガネーシャ[188][189]）
  - 夢をかなえるゾウ
  - 夢をかなえるゾウ2　ガネーシャと貧乏神
  - 夢をかなえるゾウ3 ブラックガネーシャの教え
  - 夢をかなえるゾウ4 ガネーシャと死神
- 椿山課長の七日間（2017年、椿山和昭）
- 新版 指輪物語シリーズ（2017年 - 2020年、朗読（一人語り）[190]）
  - 新版 指輪物語1 旅の仲間（上）
  - 新版 指輪物語5 王の帰還（上）
  - 新版 指輪物語6 王の帰還（下）

### テレビドラマ
- 藏（1995年）

### CN
- iPhone 6s（クッキーモンスター）

### 玩具
- 仮面ライダーアウトサイダーズ 変身ベルト PREMIUM DXゼインドライバー（2025年3月） - システム音声、ゼイン 役

### その他コンテンツ
- ベネッセコーポレーション「進研ゼミ小学講座」
  - 「チャレンジ1年生」「チャレンジ2年生」「チャレンジ3年生」（いけのカンがえる）
- ドラえもん&チンプイ エリ様 愛のプレゼント大作戦（タコスリー）
- Spinnaker Desktop Collection 鋼の錬金術師（ロイ・マスタング）
- Spinnaker Desktop Collection 鋼の錬金術師・焔（ロイ・マスタング）
- トランスフォーマー マイクロン伝説 スペシャルひみつビデオ「最強ロボット軍団 上陸作戦発動!」（コンボイ）
- トランスフォーマー マイクロン伝説 スペシャルひみつビデオ「超巨大ロボット ユニクロン光臨」（コンボイ）
- 超体感!古代モンスター復活ミュージアム（声の出演）
- 地球ドラマチック「大ピラミッド建造の謎〜4600年前の日誌は語る〜」（声の出演）
- 『夢のおもちゃプロジェクト』（ジェームズ・メイ）（ディスカバリーチャンネル）※初代

## ディスコグラフィ

### キャラクターソング
| 発売日   | 商品名                                           | 歌 | 楽曲                                                                    | 備考                                                     |
| 2004年   | 2004年                                           | 2004年 | 2004年                                                                  | 2004年                                                   |
| -------- | ------------------------------------------------ | --- | ----------------------------------------------------------------------- | -------------------------------------------------------- |
| 12月15日 | HAGAREN SONG FILE - ROY MUSTANG -                | ロイ・マスタング（大川透）                                                                                     | 「月の裏側.」 「少年よ、信じるなかまよ」                                | テレビアニメ『鋼の錬金術師』関連曲                       |
| 12月15日 | HAGAREN SONG FILE - ROY MUSTANG -                | ロイ・マスタング（大川透）、リザ・ホークアイ（根谷美智子）                                                     | 「雨の日はノー・サンキュー」                                            | テレビアニメ『鋼の錬金術師』関連曲                       |
| 2005年   |                                                  | |                                                                         |                                                          |
| 12月21日 | HAGAREN SONG FILE - BEST COMPILATION -           | エドワード（朴璐美）、アルフォンス（釘宮理恵）、ウィンリィ（豊口めぐみ）、ロイ（大川透）、ヒューズ（藤原啓治） | 「LASTMEETing.」 「Good!」                                              | テレビアニメ『鋼の錬金術師』関連曲                       |
| 2006年   |                                                  | |                                                                         |                                                          |
| 10月4日  | BLEACH BEAT COLLECTION 2nd SESSION 04            | 狩矢神（大川透）                                                                                               | 「Looking for...」                                                      | テレビアニメ『BLEACH』関連曲                             |
| 2008年   |                                                  | |                                                                         |                                                          |
| 1月16日  | ひぐらしのなく頃に解 character case book Vol.2   | 富竹ジロウ（大川透）                                                                                           | 「愛のイナズマ閃光」                                                    | テレビアニメ『ひぐらしのなく頃に解』関連曲               |
| 2011年   |                                                  | |                                                                         |                                                          |
| 8月31日  | GOSICK -ゴシック- 知恵の泉と独唱曲「花びらと梟」 | ブライアン・ロスコー（大川透）                                                                                 | 「Fatal Ironies」                                                       | テレビアニメ『GOSICK -ゴシック-』関連曲                  |
| 2013年   |                                                  | |                                                                         |                                                          |
| 2月27日  | キューティクル探偵因幡 テーマシングル            | 首領・ヴァレンティーノ（大川透）                                                                               | 「プリマ・ステラ」                                                      | テレビアニメ『キューティクル探偵因幡』エンディングテーマ |
| 2019年   |                                                  | |                                                                         |                                                          |
| 1月23日  | ファイアボール オーディオ・オモシロニクス        | ドロッセル・フォン・フリューゲル（川庄美雪）&ゲデヒトニス（大川透）                                            | 「エチュード『うつろな未来』」 「キャスタリア譚詩曲「花と木と惑星と」」 | アニメ『ファイアボール』関連曲                           |

- ネオ アンジェリーク
  - 眠れる森の果て
  - 陽だまりの序曲
  - SHE'S MY GIRL（ニクス）
  - TREASURE TOMORROW（ニクス）
  - JOY TO THE WORLD オーブハンター4（ニクス）
  - SILENT DESTINY オーブハンター4（ニクス）
  - 奇跡〜the brilliant days （ニクス）
  - Cruel Aria〜残酷な旋律

### その他参加作品
| 発売日        | 商品名                 | 歌     | 楽曲 | 備考 |
| ------------- | ---------------------- | ------ | --- | ---- |
| 2009年3月18日 | 百歌声爛 男性声優編III | 大川透 | 「マッハGOGOGO」 「タイガーマスク」 「サイボーグ009」 「あしたのジョー」 「CRY NO MORE」 「仮面ライダーのうた」 「悟空が好き好き」 「ルパン三世主題歌II」 「消せない罪」 「ガッチャマンの歌」 |      |

### シリーズ一覧
1. ↑  第1期（2001年）、第2期『New Challenger』（2009年）
2. ↑  『機動戦士ガンダムSEED』（2002年 - 2003年）、続編『機動戦士ガンダムSEED DESTINY』（2004年）
3. ↑  第1期（2003年）、第2期『SECOND SEASON』（2004年）
4. ↑  第1期（2007年）、第3期『フィナーレ』（2010年）
5. ↑  第1期（2007年）、第2期『リターンズ』（2012年）
6. ↑  第1期『屍姫 赫』（2008年）、第2期『屍姫 玄』（2009年）
7. ↑  第1期（2008年）、第2期『-Second Age-』（2008年）
8. ↑  第1期（2009年）、第2期『弐』（2010年）、第3期『Judge End』（2014年）
9. ↑  第1期（2010年）、第2期『碧血録』（2010年）、第3期『黎明録』（2012年）、短編アニメ『〜御伽草子〜』（2016年）
10. ↑  第1期（2012年）、第2期『next stage』（2013年）
11. ↑  第1期（2012年）、特別編『Extra Edition』（2013年12月31日）
12. ↑  1st Season（2012年 - 2013年）、2nd Season前半『スターダストクルセイダース』（2014年）、2nd Season後半『スターダストクルセイダース エジプト編』（2015年）、3rd Season『ダイヤモンドは砕けない』（2016年）、4th Season『黄金の風』（2018年 - 2019年）、5th Season『ストーンオーシャン』第1クール（2022年）、5th Season『ストーンオーシャン』第2クール（2022年）、5th Season『ストーンオーシャン』第3クール（2023年）
13. ↑  第1期（2014年）、第2期『√A』（2015年）
14. ↑  第1期（2014年）、第2期『ARAGOTO』（2015年）
15. ↑  第1期（2014年）、スペシャル『追憶編』（2021年）、第3期（2024年）
16. ↑  『3D2Y』（2014年）、『ONE PIECE』（2015年 - 2022年）、『エピソードオブサボ』（2015年）
17. ↑  第1期（2015年）、第2期『THE LAST SONG』（2016年）
18. ↑  第1期（2015年）、第2期『SECOND SEASON』（2015年 - 2016年）、第3期『actII』（2019年 - 2020年）
19. ↑  第1期（2015年）、第2期『2』（2020年）
20. ↑  第1期（2015年）、第2期『ピカイア!!』（2017年）
21. ↑  第1シリーズ（2016年 - 2017年）、第2シリーズ（2017年 - 2018年）
22. ↑  第二期（2018年）、第三期（2020年）、第四期（2022年 - 2023年）
23. ↑  第2期『II』（2019年）、第3期『III』（2020年）、第4期『IV 新章 迷宮篇』（2022年）、第4期『IV 深章 厄災篇』（2023年）、第5期『V 豊穣の女神篇』（2024年）
24. ↑  『業』（2020年 - 2021年）、続編『卒』（2021年）
25. ↑  『SEED』（2004年）、『SPIRITS』（2007年）、『WARS』（2009年）、『WORLD』（2011年）、『OVER WORLD』（2012年）、『GENESIS』（2016年）、『CROSSRAYS』（2019年）、『ETERNAL』（2025年）